# Um Barzinho, Um Violão: Novelas Anos 80 - Vol. 2
Um Barzinho, Um Violão - Novelas Anos 80, Vol. 2 é o nono álbum da coleção brasileira de música Um Barzinho, Um Violão. É um álbum de grandes nomes da música reunidos num projeto vencedor. Desta vez o projeto mergulha na trilha sonora das novelas dos anos 80. O trabalho conta com um cast de 21 artistas de vários segmentos da MPB. Nomes como Zeca Pagodinho, Ivete Sangalo, Alexandre Pires, Paula Fernandes, Sandy, Fernanda Abreu, Chitaozinho e Xororó, Guilherme Arantes, Mumuzinho, Tony Garrido, Xandy de Pilares, Michel Teló, Thiaguinho, Mumuzinho, Mariene de Castro, Jorge Vercillo, entre outros, interpretam músicas que marcaram a década.

## Faixas
| DVD |                                     |                      |         |  |
| N.º | Título                              | Artista              | Duração |  |
| 1.  | "Faltando um Pedaço"                | Michel Teló          |         |  |
| 2.  | "Tempo de Don Don"                  | Zeca Pagodinho       |         |  |
| 3.  | "Meu Bem Querer"                    | Sandy                |         |  |
| 4.  | "Deixa Chover"                      | Ivete Sangalo        |         |  |
| 5.  | "O Que É Que Há"                    | Alexandre Pires      |         |  |
| 6.  | "Luiza"                             | Jorge Vercillo       |         |  |
| 7.  | "Meia Lua Inteira"                  | Ellen Oléria         |         |  |
| 8.  | "Muito Estranho (Cuida Bem de Mim)" | Toni Garrido         |         |  |
| 9.  | "No Rancho Fundo"                   | Paula Fernandes      |         |  |
| 10. | "Malandro Sou Eu"                   | Xande de Pilares     |         |  |
| 11. | "Dona"                              | Thiaguinho           |         |  |
| 12. | "Fullgás"                           | Fernanda Abreu       |         |  |
| 13. | "Desesperar, Jamais"                | Mariene de Castro    |         |  |
| 14. | "Enredo do Meu Samba"               | Mumuzinho            |         |  |
| 15. | "Você"                              | Liah Soares          |         |  |
| 16. | "Bem Te Vi"                         | Chitãozinho & Xororó |         |  |
| 17. | "Um Dia, Um Adeus"                  | Marina Elali         |         |  |
| 18. | "As Vitrines"                       | Vander Lee           |         |  |
| 19. | "Nem Um Toque"                      | José Augusto         |         |  |
| 20. | "Você é Linda"                      | Alex Cohen           |         |  |
| 21. | "Raça de Heróis"                    | Guilherme Arantes    |         |  |

| CD  |                                     |                                  |                      |         |  |
| N.º | Título                              | Compositor(es)                   | Artista              | Duração |  |
| 1.  | "Faltando um Pedaço"                | Djavan                           | Michel Teló          | 4:20    |  |
| 2.  | "Tempo de Don Don"                  | Nei Lopes                        | Zeca Pagodinho       | 2:47    |  |
| 3.  | "Meu Bem Querer"                    | Djavan                           | Sandy                | 3:03    |  |
| 4.  | "Deixa Chover"                      | Guilherme Arantes                | Ivete Sangalo        | 3:31    |  |
| 5.  | "O Que É Que Há"                    | Fábio Junior, Sergio Sá          | Alexandre Pires      | 3:31    |  |
| 6.  | "Bem Te Vi"                         | Dalto, Cláudio Ferreira          | Chitãozinho & Xororó | 3:35    |  |
| 7.  | "Muito Estranho (Cuida Bem de Mim)" | Dalto, Cláudio Rabello           | Toni Garrido         | 4:42    |  |
| 8.  | "Malandro Sou Eu"                   | Arlindo Cruz, Sombrinha, Franco  | Xande de Pilares     | 4:10    |  |
| 9.  | "No Rancho Fundo"                   | Ary Barroso, Lamartine Babo      | Paula Fernandes      | 3:41    |  |
| 10. | "Dona"                              | Guarabyra, Sá                    | Thiaguinho           | 3:23    |  |
| 11. | "Nem um Toque"                      | Michael Sullivan, Paulo Massadas | José Augusto         | 4:42    |  |
| 12. | "Desesperar, Jamais"                | Ivan Lins, Vitor Martins         | Mariene de Castro    | 3:53    |  |
| 13. | "Enredo do Meu Samba"               | Yvonne Lara, Jorge Aragão        | Mumuzinho            | 2:57    |  |
| 14. | "Luiza"                             | Antônio Carlos Jobim             | Jorge Vercillo       | 4:12    |  |
| 15. | "As Vitrines"                       | Chico Buarque                    | Vander Lee           | 4:08    |  |
| 16. | "Raça de Heróis"                    | Guilherme Arantes                | Guilherme Arantes    | 4:07    |  |